# Östliche Strumpfbandnatter

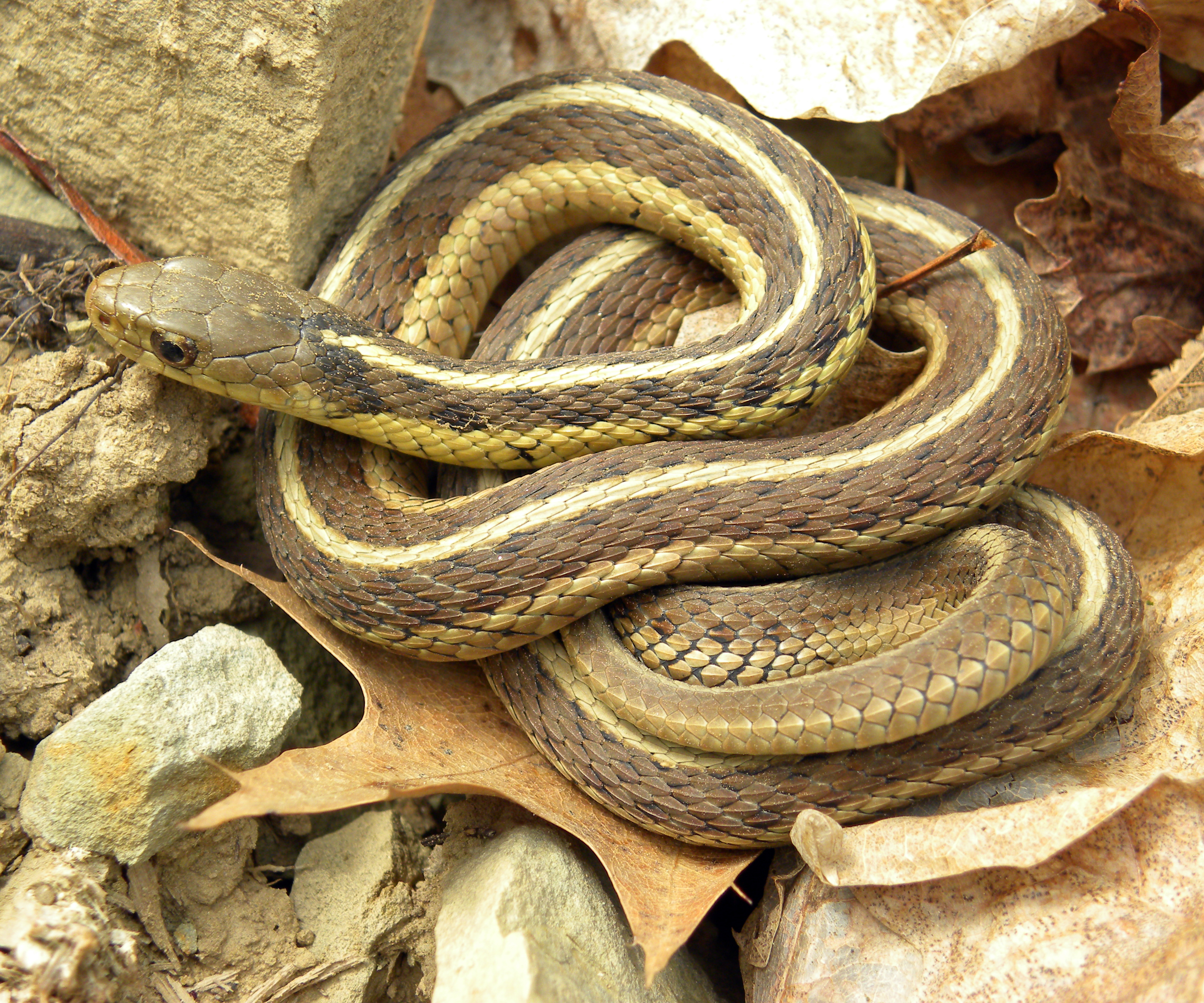
Östliche Strumpfbandnatter

Die Östliche Strumpfbandnatter (Thamnophis sirtalis sirtalis) wurde als erste von 12 Unterarten der Gewöhnlichen Strumpfbandnatter (Thamnophis sirtalis) von Linné beschrieben und zählt zu den am weitesten verbreiteten Strumpfbandnattern. 
Sie lebt im gesamten Osten der USA, von Minnesota im Norden bis hinunter nach Süd-Texas. Weibchen werden meist einen Meter lang, manchmal bis zu 1,20 m. Männchen erreichen selten eine Länge von mehr als 60 cm. 
Strumpfbandnattern haben ein breites Nahrungsspektrum. Sie fressen Fische, Nacktschnecken, Würmer, Amphibien, Mäuse, Ratten und kleine Vögel. 
Strumpfbandnattern sind lebendgebärend (ovovivipar). Ein Strumpfbandnattern-Wurf umfasst in der Regel fünf bis zwanzig Jungtiere. In Einzelfällen wurden allerdings auch schon Wurfgrößen von mehr als 80 Jungtieren beobachtet.